# 12984 Лоурі
12984 Лоурі (12984 Lowry) — астероїд головного поясу, відкритий 22 серпня 1979 року.
Тіссеранів параметр щодо Юпітера — 3,303.